# مسترالمپیا ۲۰۲۴
مسابقه مستر المپیا ۲۰۲۴ یک مسابقه و ۲۰۲۴نمایشگاه بدنسازی حرفه ای IFBB بود که از ۱۰ تا ۱۳ اکتبر ۲۰۲۴ در Resorts World لاس وگاس، در لاس وگاس، نوادا برگزار شد. شصتمین دوره مسابقات مستر المپیا بود. رویدادهای دیگر این نمایشگاه شامل مسابقات المپیا ۲۰۲۴ ۲۱۲، و همچنین فینال‌های کلاسیک مردان، فیزیک مردان، خانم المپیا ۲۰۲۴، فیتنس، فیگور ۲۰۲۴، المپیا بیکینی ۲۰۲۴، در میان سایر مسابقات بود.

## محل برگزاری
این مکان پس از تغییر به اورلاندو، فلوریدا در سال ۲۰۲۳ به لاس وگاس بازگشت. لاس وگاس از زمان رقابت‌های کولمن - کاتلر میزبان مسابقات بدنسازی بوده است.

## نتایج
سامسون داودا برنده شصتمین دوره مسابقات آقایان آقای المپیا در سال ۲۰۲۴ با جایزه ۶۰۰/۰۰۰ دلاری شد. هادی چوپان با جایزه ۲۵۰ هزار دلاری در جایگاه دوم قرار گرفت. ده برنده دیگر از چندین بخش در طول دو روز فینال بخش، از جمله کریس بامستد، که برای ششمین بار متوالی عنوان کلاسیک فیزیک را به دست آورد، تاج گذاری کردند.
| مکان | جایزه       | نام                         | کشور                |
| ---- | ----------- | --------------------------- | ------------------- |
| ۱    | ۶۰۰۰۰۰ دلار | سامسون داودا                | بریتانیا            |
| ۲    | ۲۵۰۰۰۰ دلار | هادی چوپان                  | ایران               |
| ۳    | ۱۰۰۰۰۰ دلار | درک لونسفورد                | ایالات متحده آمریکا |
| ۴    | ۴۰۰۰۰ دلار  | مارتین فیتزواتر             | ایالات متحده آمریکا |
| ۵    | ۳۵۰۰۰ دلار  | اندرو «جکید» چیندو اوبیکه آ | نیجریه              |